# Cupha woodfordi
Cupha woodfordi är en fjärilsart som beskrevs av Frederick DuCane Godman och Osbert Salvin 1888. Cupha woodfordi ingår i släktet Cupha och familjen praktfjärilar. Inga underarter finns listade i Catalogue of Life.